# Aranyosapáti
Aranyosapáti là một thị trấn thuộc hạt Szabolcs-Szatmár-Bereg, Hungary. Thị trấn này có diện tích 21,36 km², dân số năm 2010 là 1987 người, mật độ 93 người/km².